# Szárnyascsigák

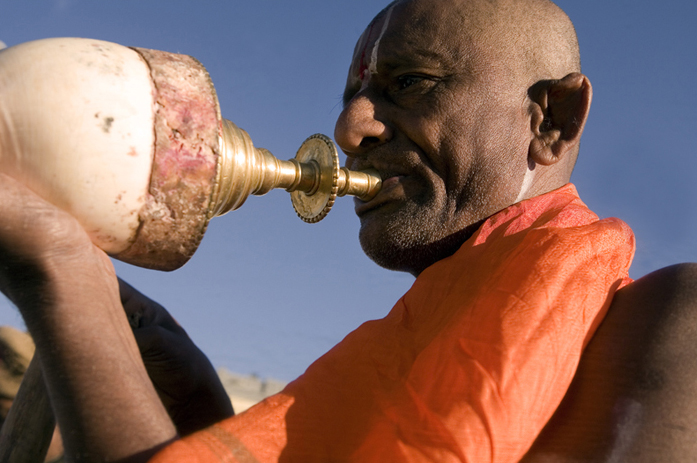
Hindu pap szárnyascsiga héjából készült kürttel

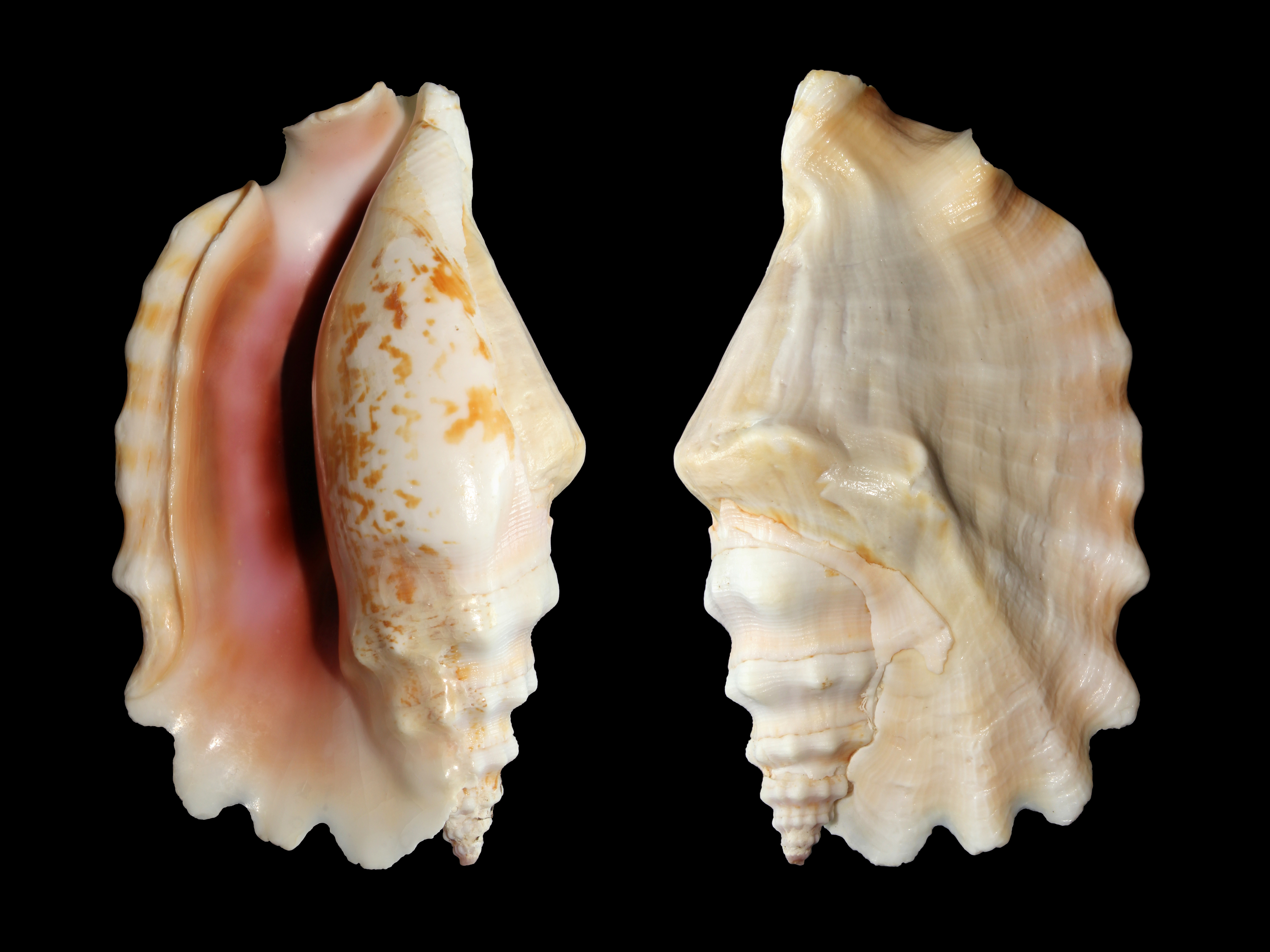
Strombus sinuatus

A szárnyascsigák (Strombidae) a puhatestűek (Mollusca) törzsében a valódi csigák (Orthogastropoda) alosztályának egyik, fölöttébb fajgazdag családja.

## Megjelenésük, felépítésük
A legtöbb faj házának utolsó kanyarulata szárnyszerűen kiszélesedik. Egyes fajok szárnyain külön nyúlványok (ujjak) jelennek meg, mások akár a ház méreténél is hosszabb szifócsatornát építenek fel; a szifócsatorna mellett szemrés alakulhat ki. A szemek egy-egy nyél végén ülnek, és a rövid fonalas tapogatók a nyelek oldalán erednek. (A legtöbb csigánál ez éppen fordítva van: a szemek ülnek rövid csonkokon a tapogatók tövén.)
Több nemzetségük fajainak a lába majdnem derékszögben megtört, és ezzel két részre tagolódott. A hátulsó a megnyúlt metapódium — ezen foglal helyet a keskeny, hegyes, szaruszerű anyagból álló héjfedő; az elülső ennél rövidebb.
Méretük rendkívül különböző lehet, a milliméteres tartománytól a Karib-tengerben honos és 20 cm-nél is hosszabb óriás szárnyascsigáig.

## Életmódjuk, élőhelyük
A nagy termetű fajok többsége a tengerfenéken kutat táplálék után; a legkisebbek a plankton fontos összetevői.
A nagyobb termetű fenéklakó fajok két részre osztott lába alkalmatlan a mászásra, így mozgásuk eltér a csigáktól megszokott, lassú haladástól. A két, egymástól távol álló ponton támaszkodó láb lehetővé teszi, hogy az állatok szökelljenek. Ívelt, erős izomzatú lábukkal elrugaszkodnak az aljzattól, és így kis ugrásokkal haladnak előre. Élénk mozgásuk miatt szemeik is fejlettebbek a többi csigáénál.

## Felhasználásuk
Nagyobb termetű fajaikat rá lehet venni arra, hogy igazgyöngyöt termeljenek.
Ugyancsak a nagyobb termetű fajok házait gyűjtik, illetve szobadísznek árusítják is.

## Rendszertani felosztásuk
A két alcsaládba összesen mintegy 30 nemet sorolnak:
- Rostellariinae (Rafinesque, 1815) alcsalád 13 nemmel:
  - Calyptraphorus
  - Chedevillia
  - Eotibia
  - Hippochrenes
  - Mauryna
  - Rimellopsis
  - Rostellariella
  - Semiterebellum
  - Sulcogladius
  - Terebellopsis
  - Tibia
- Strombinae (Rafinesque, 1815) alcsalád 17 nemmel:
  - Canarium
  - Dolomena
  - Doxander
  - Euprotomus
  - Gibberulus
  - Harpago
  - Labiostrombus
  - Laevistrombus
  - Lentigo
  - ujjascsiga (Lambis)
  - Rimella
  - Strombiconus
  - szárnyascsiga (Strombus)
  - Terestrombus
  - Tricornis
  - Tridentatus
  - Varicospira